# Eitoku (cratère)
Pour les articles homonymes, voir Eitoku.
Eitoku est le nom d'un cratère d'impact présent sur la surface de Mercure, à 22,1°S et 156,9°O. Son diamètre est de 100 km. Le cratère fut nommé par l'Union astronomique internationale en hommage au peintre japonais Kano Kuninobu, dont le pseudonyme est Eitoku.

## Compléments